# Secesní vilová čtvrť v Chlumci nad Cidlinou
Vilová čtvrť v městské části Chlumec nad Cidlinou IV je typická zástavbou rodinných domů zahradního charakteru, vyznačujících se prvky secese a pozdější meziválečné architektury.

## Historie a urbanistický plán
Na přelomu 19. a 20. století se urbanistický rozvoj Chlumce nad Cidlinou pod vedením starosty Zikmunda Kozelky začal koncentrovat na spojnici historického jádra a nádraží (Kozelkova třída) a na pozemky východně od této spojnice, které Kozelka pro město výhodně vykoupil. Nová reprezentativní třída byla na přelomu století lemována velkorysými budovami: Okresní dům, Palác škol, Vlachova vila. V letech 1906 - 08 pak vytvořil ing. Vlach nový regulační plán IV. čtvrti, který určil její vilový charakter. Regulační plán musel vzít v úvahu velkostatek Kinských na nároží Kozelkovy a Nádražní ulice, který nebylo možné narušit uliční sítí: ulice Zimova tak nepokračuje až do Kozelkovy a ulice Fügnerova nepokračuje až do Nádražní. Takto zpracovaný regulační plán byl poměrně důsledně dodržován, až na klíčový prvek - zamýšlené náměstí, plánované pro tuto čtvrť již od roku 1885. Roku 1924 vznikl v Riegrově ulici č. p. 320 podle návrhu Josefa Izáka městský úřednický dům (byl zamýšlen pro úředníky nikdy nerealizovaného chlumeckého okresního hejtmanství) a zbývající části původně plánovaného náměstí byly zastavěny bez plánovacího podkladu.

## Secesní vily
Pro secesní vily v Chlumci nad Cidlinou jsou typické polovalbové štíty s výrazně přesahující střechou vyloženou na zdobných dřevěných krakorcích a lemovanou vyřezávaným trámovým okřídlím. Dekor je velmi střídmý, doplněný často barevnými, zejména tmavě modrými kachlíky.
- Dvojdomy v Riegrově ulici 249/250 a 254/255. Domy měly v přízemí podlouhlá obdélníková okna, mezi nimi dekor z trojic tmavomodrých dlaždic. Domy byly zcela přestavěny, nicméně typické vyřezávané okřídlí je i dnes (2020) stále patrné.  Dům č. p. 250 má jako jediný v průčelí zachován rytmus čtyř podlouhlých obdélníkových oken.[1]
- Dům v Riegrově ulici 220 (naproti kinu). Patřil k pozoruhodným zástupcům chlumecké vilové secese. Dnes (2020) zachována pouze nápadně přesahující polovalbová střecha.[2]
- Dům v Havlíčkově ulici 222. Na domě jsou v současnosti (2020) patrné dřevěné krakorce.[1]
- Pekárna na rohu Kozelkovy a Havlíčkovy ulice. Jedná se o jedinou secesní stavbu v této čtvrti, která nesloužila obytnému účelu. V současnosti (2020) stavba stále nese krakorce i trámové okřídlí, vyžaduje ale rekonstrukci.[2]
- Dvojdům s balustrádou v Riegrově ulici 200/201. Tento dům se vymykal typické "chlumecké" secesi. Krajní osy byly zakončeny secesními segmentovými štíty a oba štíty byly navzájem spojeny prohnutou střešní balustrádou. Zatímco část domu č. p. 201 zcela ztratila svůj původní charakter, část domu č. p. 200 dodnes (2020) zachovává tvar secesního štítu i tvar a umístění oken. Střešní balustráda propojující štíty obou domů byla zcela odstraněna.[1][2]

## Jiné secesní prvky
V roce 1915 byl k pětistému výročí úmrtí Jana Husa instalován v Riegrově ulici pomník, tzv. Husův kámen. Jedná se o pískovcový blok s bočním reliéfem Jana Husa vytesaným v kruhu. Pomník je typickým příkladem secesní reliéfní plastiky. V roce 2000 prošel kompletní rekonstrukcí.
Do stylu secese lze zařadit i bustu Jana Amose Komenského, instalovanou před Palácem škol. Busta byla odhalena roku 1923 a jedná se o dílo sochaře Soukupa z Podhorního Újezda u Hořic zhotovené podle návrhu Jana Štursy. Kvůli zvětrávání materiálu a vandalismu prošla busta restaurováním.
Současná (2020) nejcennější secesní památka Chlumce nad Cidlinou pochází z roku 1928 a jsou jí secesní lucerny instalované před budovou sokolovny. Jisté secesní rysy vykazuje i sokolovna samotná.
Secesní prvky lze najít také na Okresním domě.
Zcela mimo oblast vilové čtvrti byla secese uplatněna v areálu zámku Karlova Koruna. Pozdně barokní objekty Tereziánského a Lichtensteinského traktu byly v letech 1908 - 10 přestavěny architektem Osvaldem Polívkou dle skic Bedřicha Ohmanna. Přestavba neměla stylově jednotný charakter, nicméně nárožní rizalit Tereziánského traktu je ukázkou vídeňské secese a obloukový štít v průčelí Lichtensteinského traktu lze považovat za secesní prvek.

## Galerie

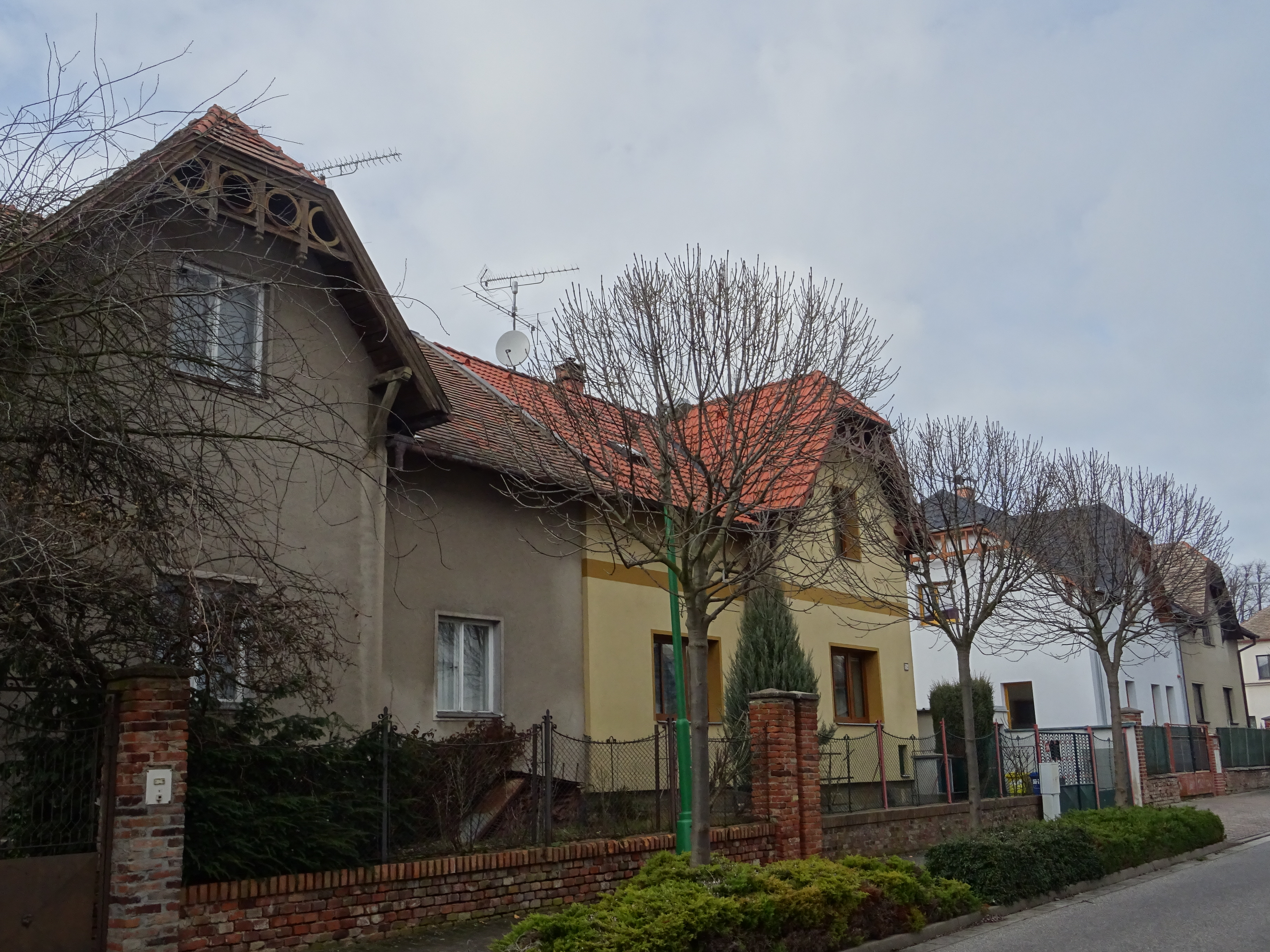
Dvojdomy v Riegrově ulici
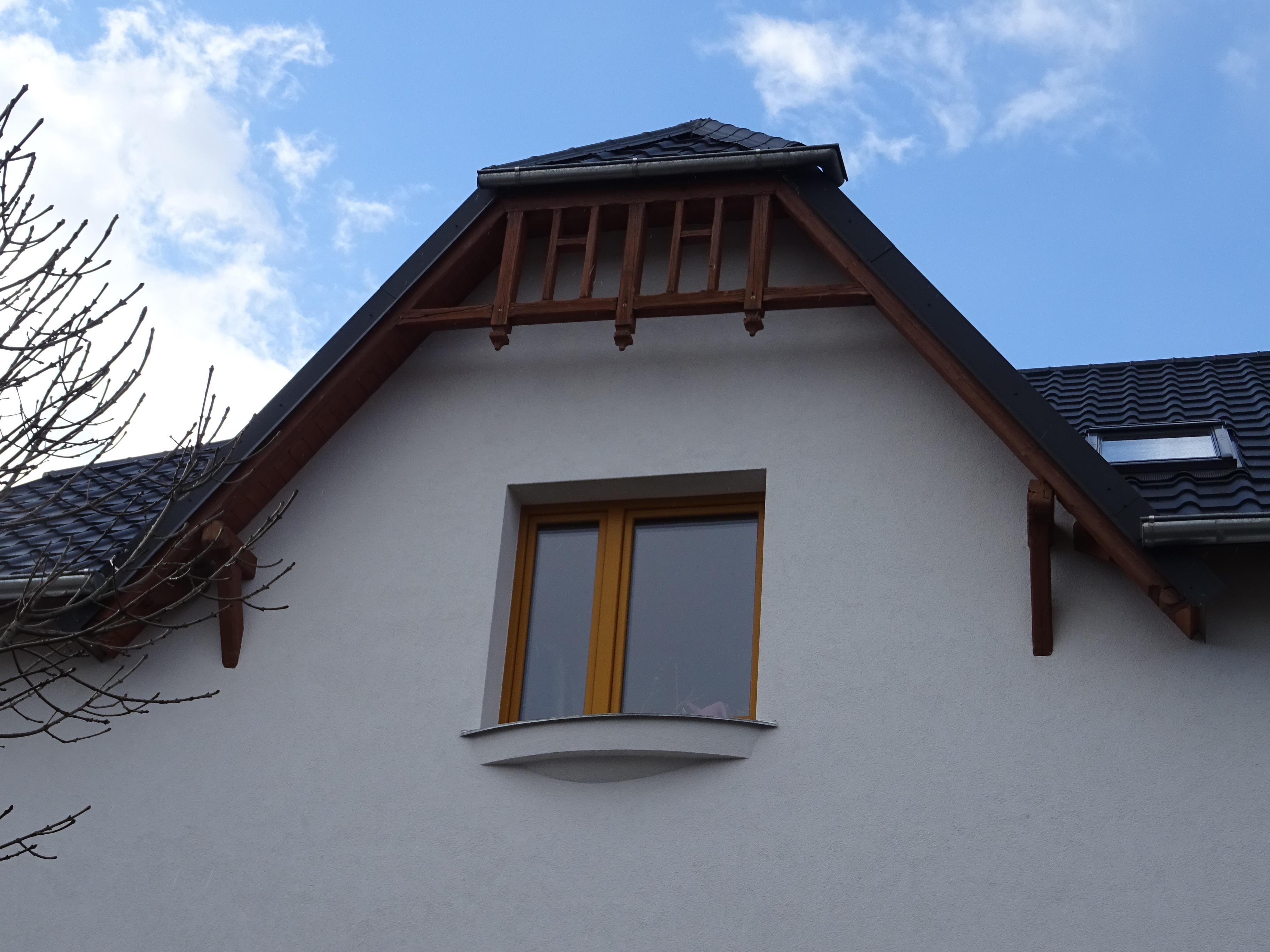
Detail vyřezávaného trámového okřídlí
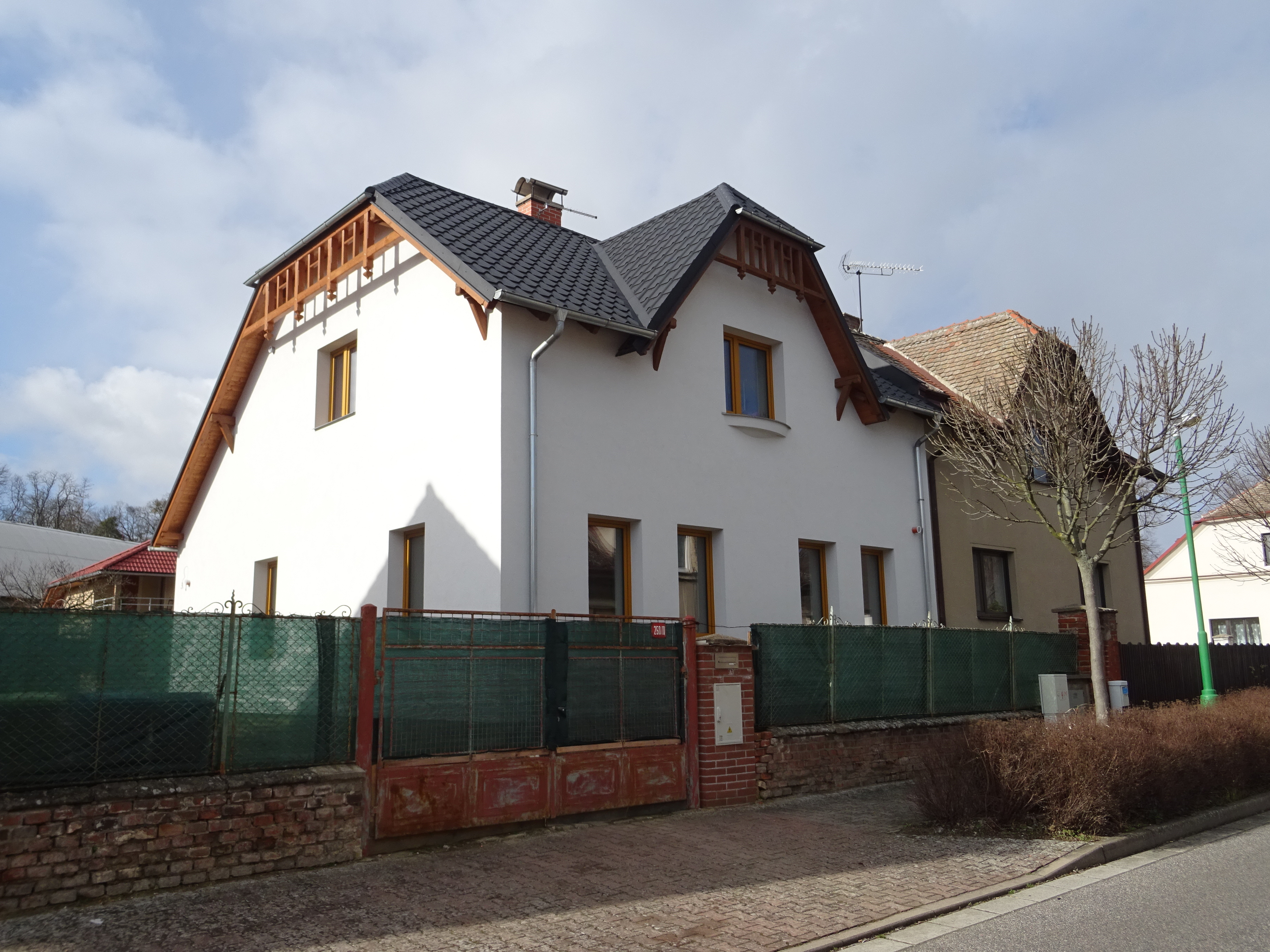
Riegrova č.p. 250 - zachovaný rytmus oken.
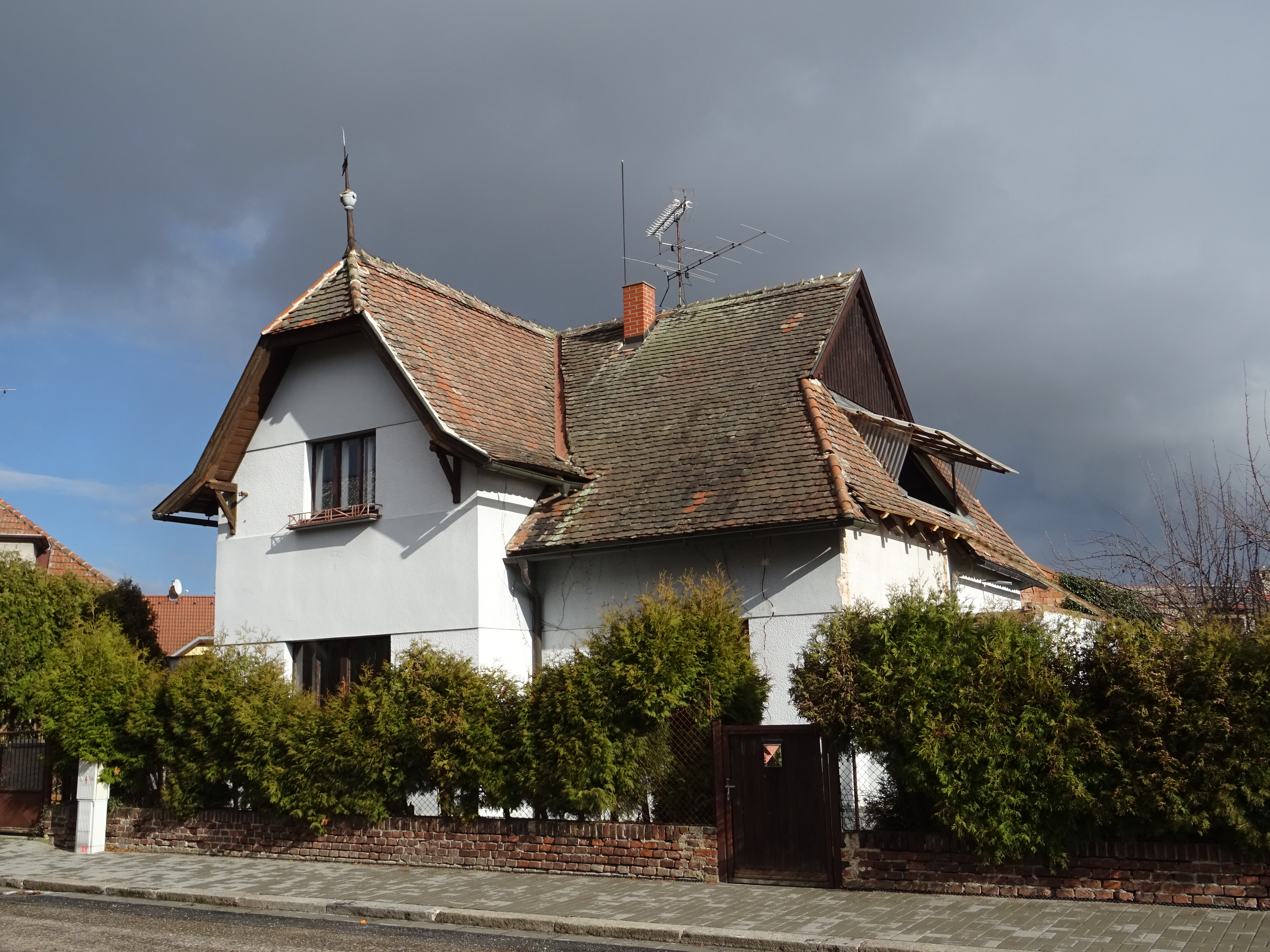
Dům v Riegrově ulici naproti kinu.
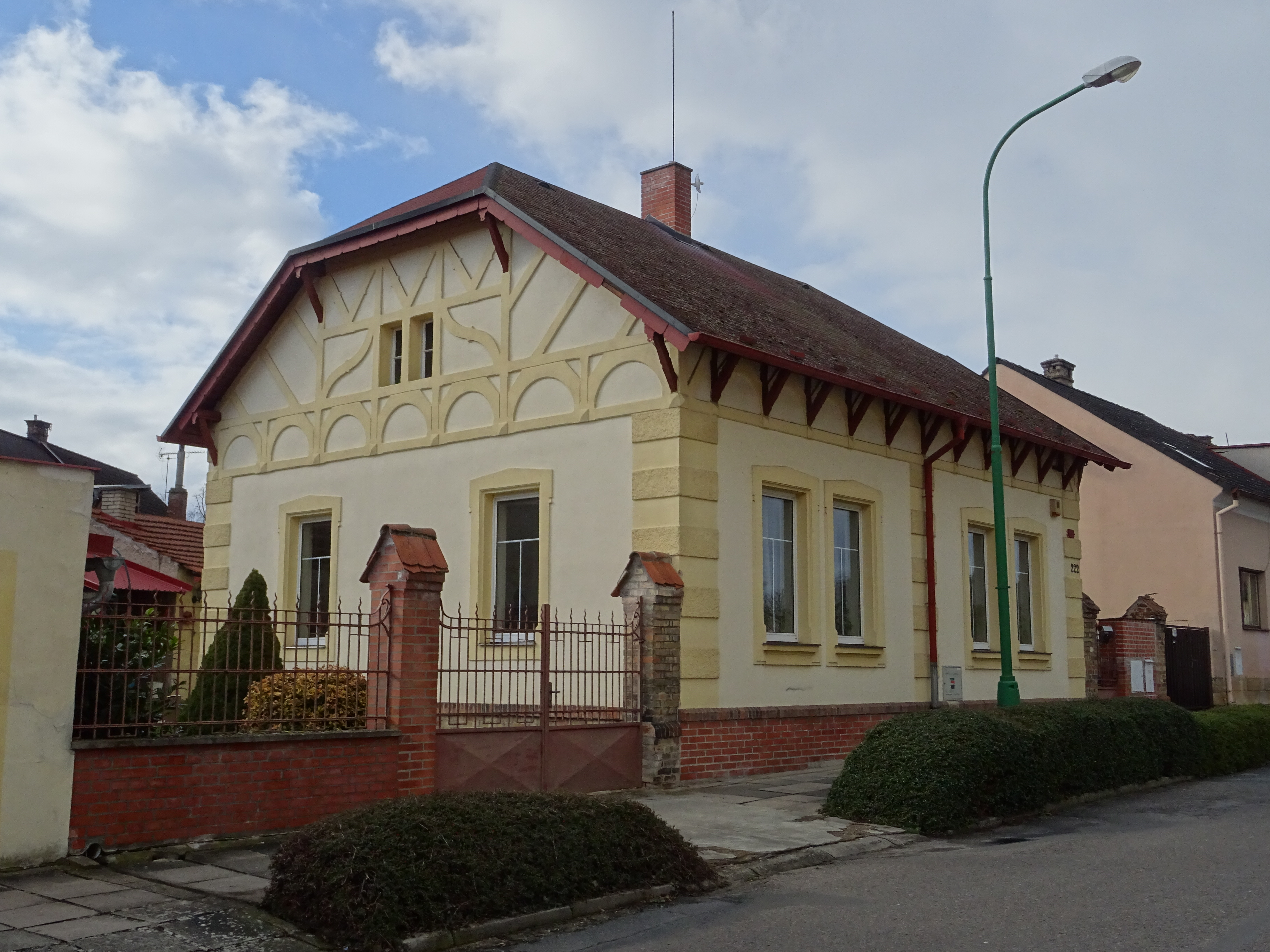
Dům v Havlíčkově ulici
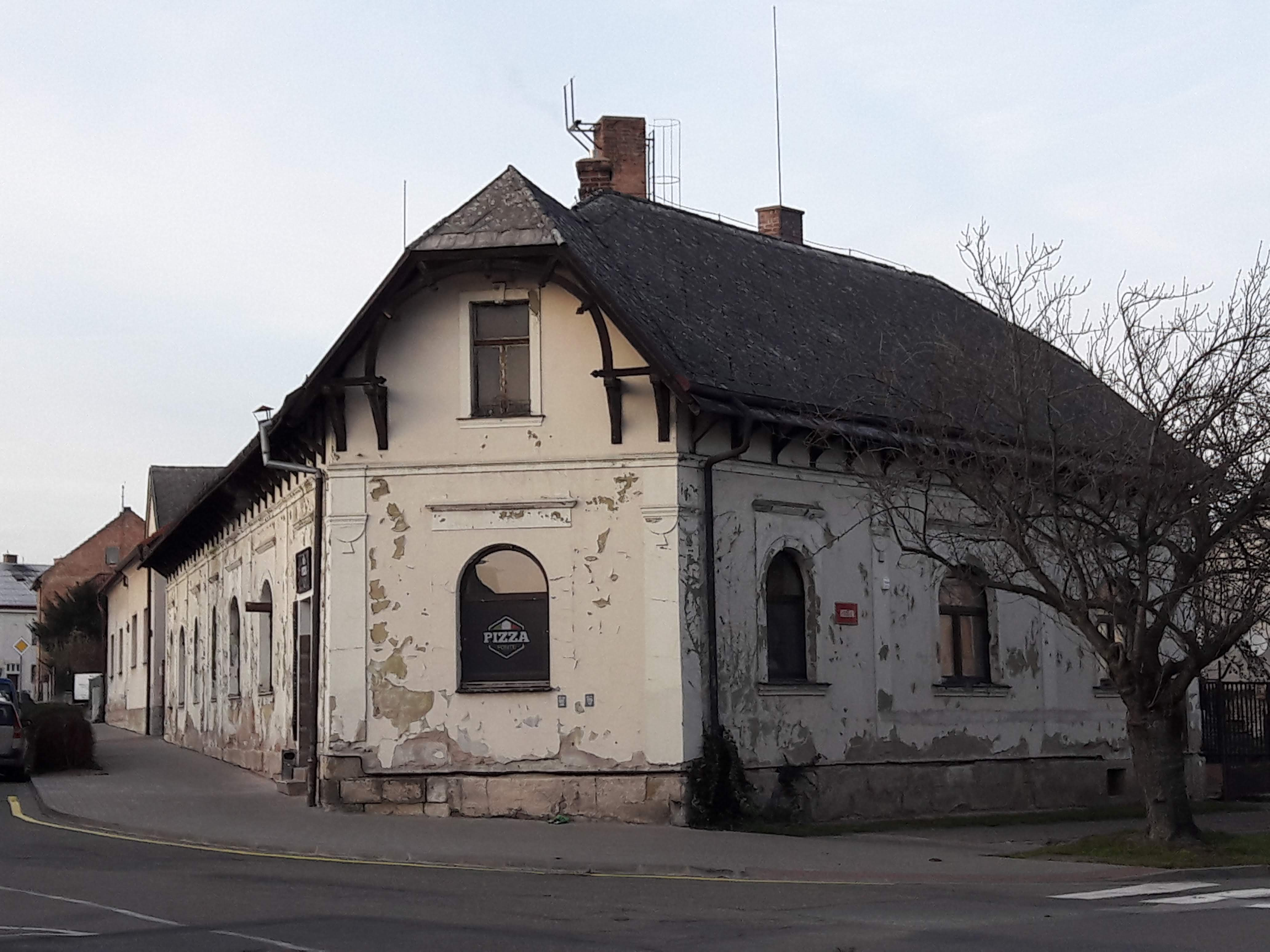
Pekárna na rohu Kozelkovy a Havlíčkovy
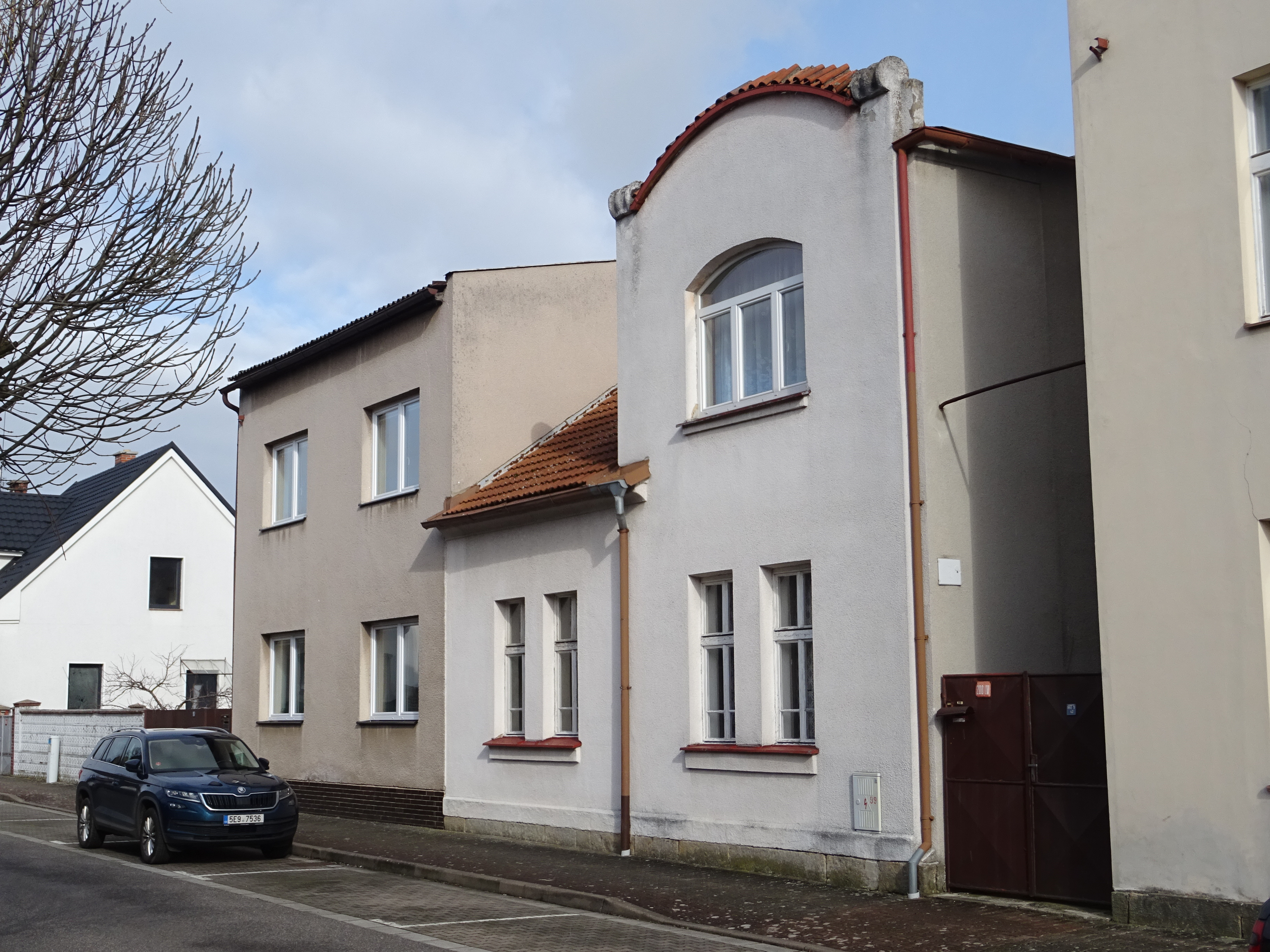
Dvojdům v Riegrově 200/201 - na č. p. 200 zachovaný tvar štítu a tvar a umístění oken.
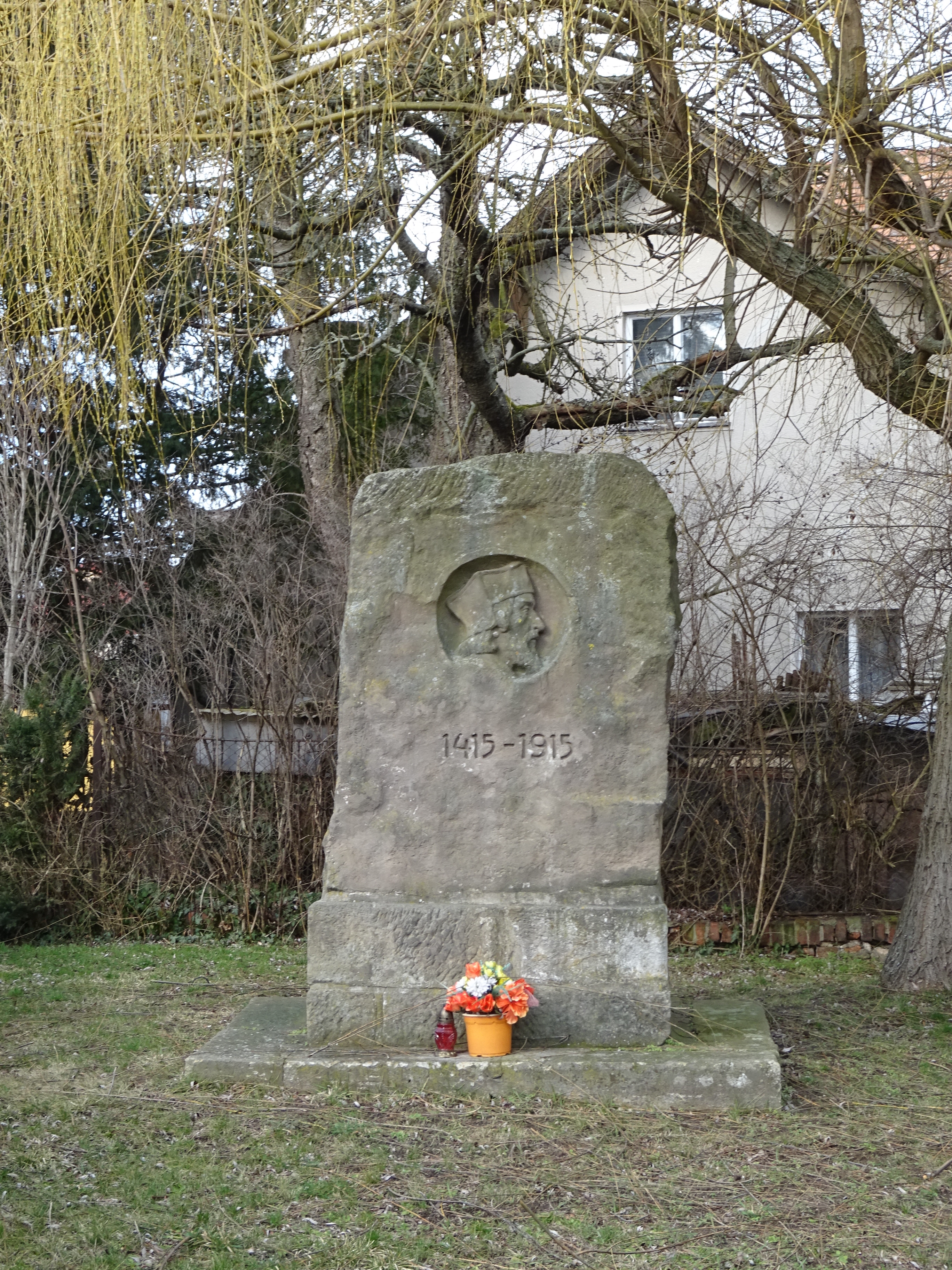
Husův kámen
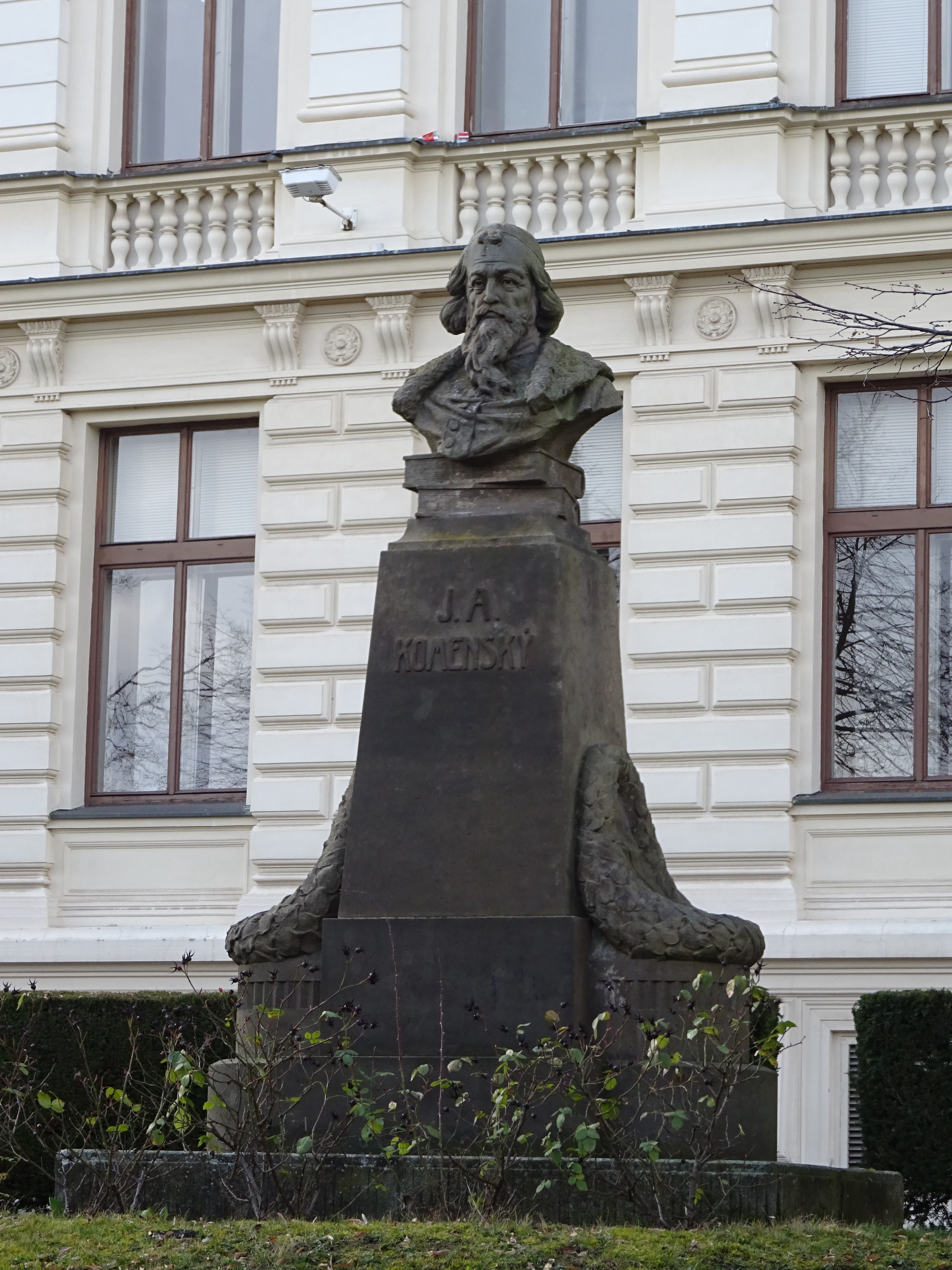
Busta J. A. Komenského před Palácem škol
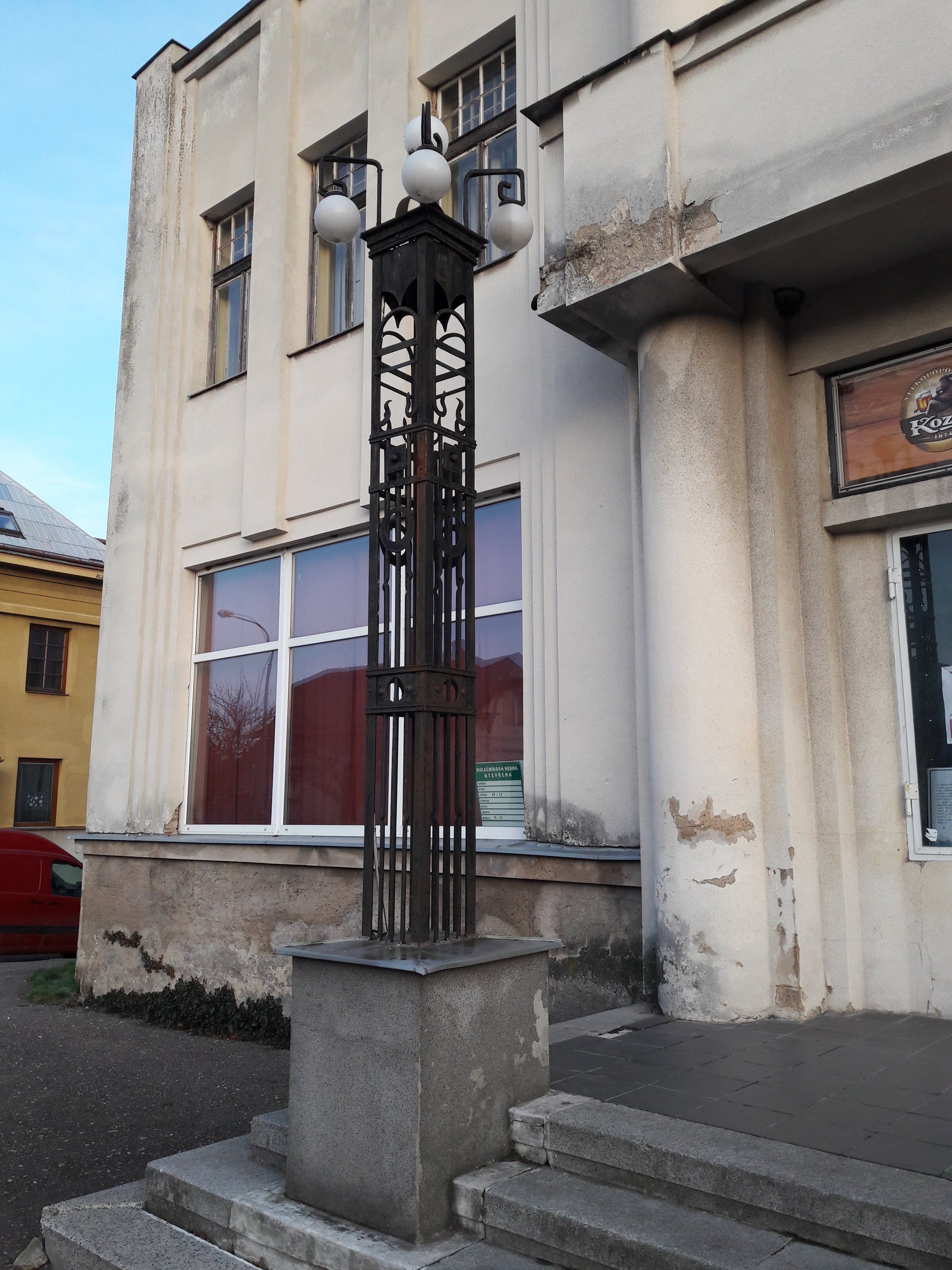
Secesní lucerna před sokolovnou